# Pavel Bazhov
Die Pavel Bazhov (russisch Павел Бажов, dt. Transkription: Pawel Baschow) ist ein Flusskreuzfahrtschiff, das im Jahre 1961 in der DDR auf der VEB Mathias-Thesen-Werft Wismar als Schiff der Serie II 588 gebaut wurde und zur Rodina-Klasse (Projekt 588) gehört. Die deutsche Bezeichnung lautet BiFa Typ A (Binnenfahrgastschiff Typ A). Es trägt den Namen des sowjetischen Schriftstellers Pawel Baschow.

## Beschreibung
Das Flusskreuzfahrtschiff mit der Baunummer 141 mit drei Passagierdecks wurde 1961 unter dem Namen Vilgelm Pik (russisch Вильгельм Пик, dt. Transkription: Wilhelm Pieck) in der DDR für die Sowjetunion in 72 Tagen gebaut, wobei die Schiffe mit anderen Namen erst in über 90 Tagen fertig waren. Es gehört zu einer von 1954 bis 1961 hergestellten Baureihe von 49 Schiffen des Typs Rodina, die in zwei voneinander abweichenden Serien vom Stapel liefen. Die erste Serie von elf Schiffen der V.-Chkalov-Klasse und seit 1957 die zweite Serie von 38 Schiffen der Kosmonavt-Gagarin-Klasse.

## Geschichte
1961 bis 2012 wurde das Schiff von der Kama-Reederei in Perm (ГП Камское речное пароходство МРФ РСФСР) betrieben und war bis 1978 Flaggschiff der Kama-Reederei. 1992, mit dem Ersatz der Hauptmotoren durch stärkere, wurde das Flusskreuzfahrtschiff umbenannt. 1994 wurde die sowjetische Flagge von einer russischen ersetzt. Seit 1995 wird die Pavel Bazhov ständig modernisiert, wobei die Atmosphäre der 1960er Jahre erhalten bleibt. 2013 wird das Schiff von dem Reiseveranstalter Sputnik-RMK von Perm aus auf der Wolga, bis Jaroslawl im Norden und Astrachan im Süden, betrieben.

## Technik
Das Schiff verfügt über einen dieselelektrischen Antrieb mit drei Hauptmotoren.

## Ausstattung
Alle Kabinen sind mit WC, Dusche und Waschbecken, Kühlschrank, Fernsehgerät mit Sat-TV-Empfang und Zentralklimaanlage ausgestattet. Es gibt zwei Restaurants für jeweils 70 und 50 Personen und zwei Bars auf dem Schiff.